# Pira (Benin)
Pira è un arrondissement del Benin situato nella città di Bantè (dipartimento delle Colline) con 14.451 abitanti (dato 2006).